# Новгородский разрядный полк

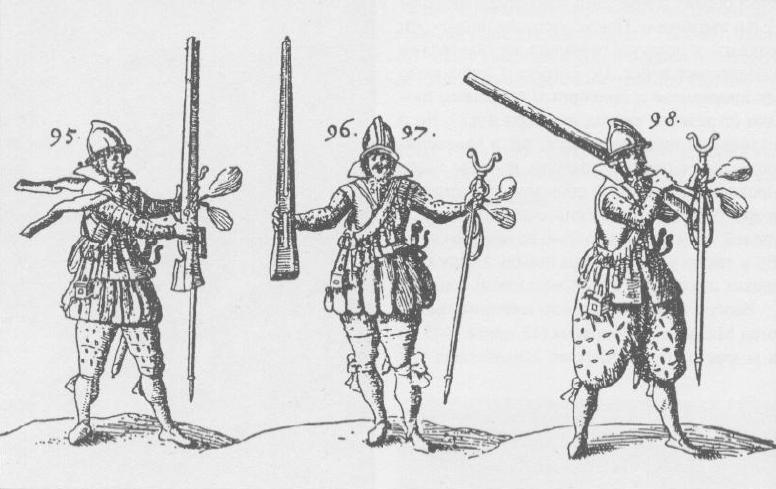
Ратные люди солдатского строя «Учение и хитрость ратного строения пехотных людей». 1647.

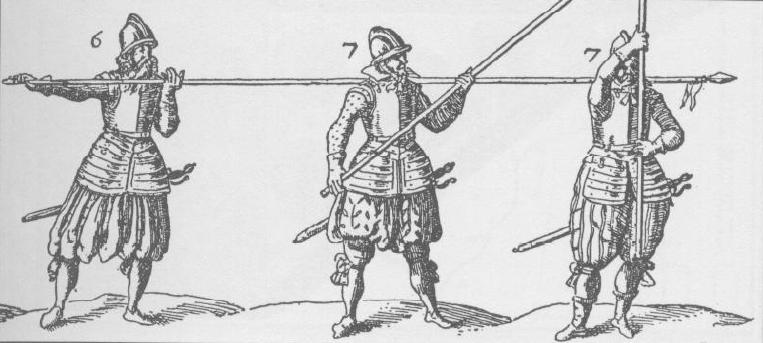
Упражнения с пикой
«Учение и хитрость ратного строения пехотных людей», 1647 год.

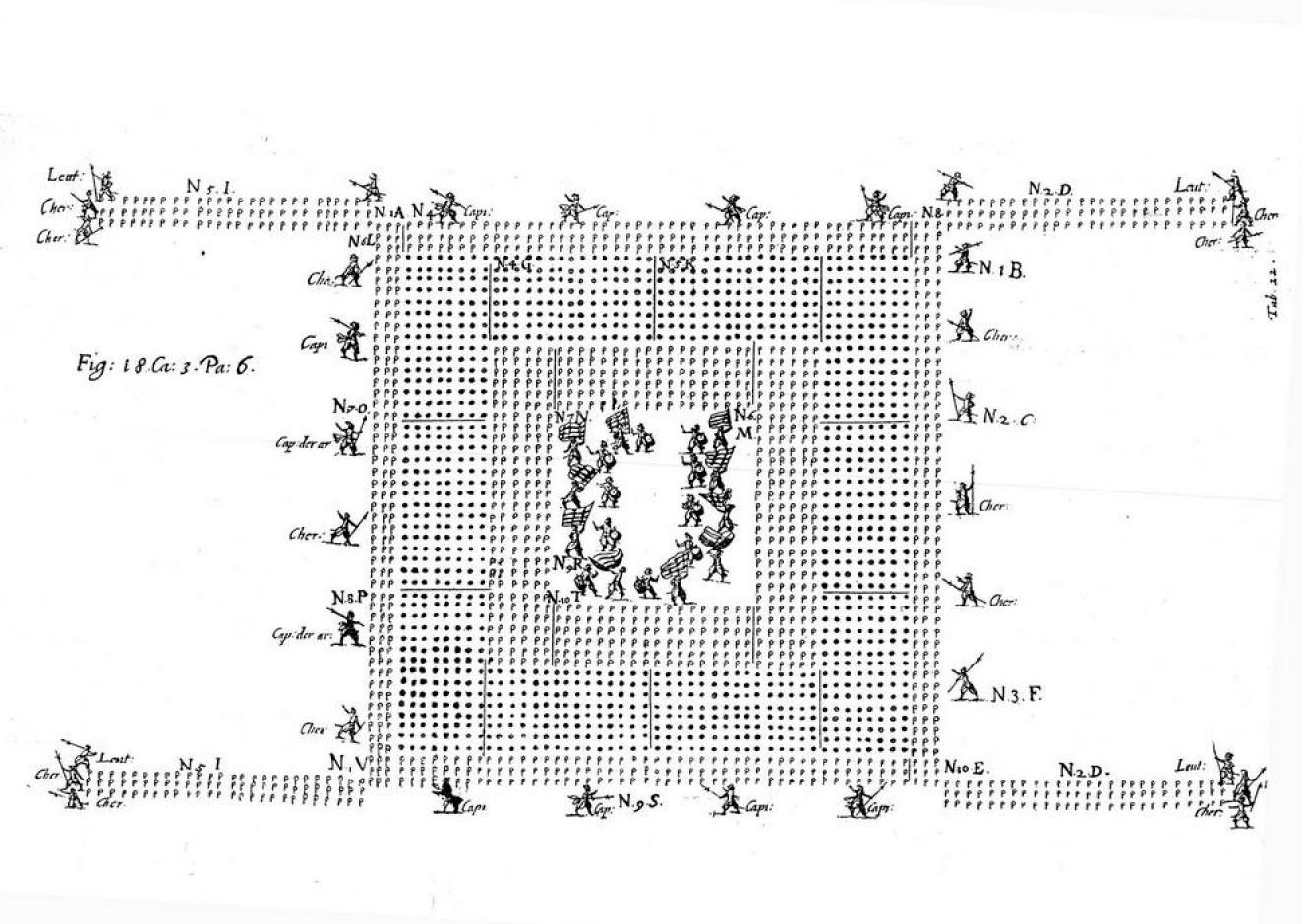
Вариант боевого построения пехотного полка. «Учение и хитрость ратного строения пехотных людей», 1647 год.

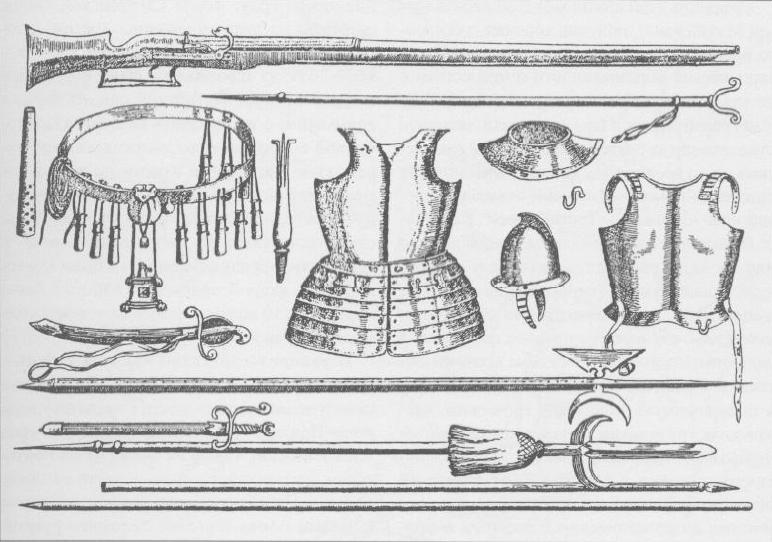
Снаряжение рядовых, урядников и начальных людей полков солдатского строя. «Учение и хитрость ратного строения пехотных людей». 1647 год.

Т. Т. Далейль. Английский эмигрант-роялист, генерал русской службы, руководил подготовкой полков нового строя в Новгородском разряде.

Новгородский разрядный полк — территориальное формирование (разрядный полк) (соединение полков) вооруженных сил Русского царства XVII века.
Сформирован в ходе русско-польской войны 1654—1667 годов (термин «Полк Новгородского разряда» появился в 1656 году) и существовал до начала XVIII века. Расформирован в ходе военных реформ Петра I.
Командиром полка был Разрядный воевода который являлся и начальником Новгородского разряда. Разряд и полк подчинялись Разрядному приказу.
В начале XVIII века, в результате административных и военных реформ Петра I, разрядная военно-административная территориальная система была упразднена, также был упразднён и Новгородский боярский (генеральский) полк.

## Предыстория
Основной для создания Новгородского разрядного полка стал личный состав части войска состоящие из служилых людей «по отечеству» и «по прибору», набираемых из жителей северо-западных уездов (Новгородского разряда) Русского государства, и в первую очередь самого крупного из них — Новгородского уезда. Практика совместного использования войск северо-западных уездов использовалась ещё в войнах XVI века, однако единая система комплектования полков русского войска по территориальному принципу отсутствовала. Термин «Новгородский полк» в делопроизводственной документации использовался уже в 1605 году для определения служилых людей Новгородских пятин.
Первым опытом создания временного территориального соединения стала Смоленская война 1632—1634 годов, в ходе которой Войско северо-западных уездов и ряда «служилых городов» Замосковного края были объединены в один полк под командованием воеводы князя Семёна Прозоровского. С увеличением численности вооруженных сил русского государства в конце 30-х годов XVII века отпала потребность ежегодного использования дворян северо-западных уездов для несения «береговой службы» на южных рубежах страны. Это стало предпосылкой для создания постоянной структуры разрядного полка в полной мере использованной в ходе русско-польской войны.
Однако первым боевым крещением для Новгородского разрядного полка стало подавление Псковского восстания 1650 года, кульминацией которого стала трехмесячная осада города.

## Участие полка в войнах 1654-67 гг

### Кампания 1654 г.
Новгородский разрядный полк принимал активное участие в русско-польской войне 1654-67 гг. В кампанию 1654 года полк под командованием воеводы Василия Шереметева действовал на северо-западном фланге русского наступления на Великое княжество Литовское. Несмотря на то, что это направление являлось вспомогательным, Новгородский полк добился крупных успехов, захватив ряд крупных крепостей.
Войско Шереметева выступило из Великих Лук в конце мая 1654 г. По пути к крепости (1 (11) июня передовыми отрядами был взят Невель, гарнизон которого капитулировал на второй день осады. После этого из войска был выделен полк под командованием второго воеводы Степана Стрешнева и направлен на Озерище. Город Полоцк, не имевший гарнизона, был сдан без сопротивления (17 (27) июня), в первый день осады, благодаря позиции жителей, из которых лишь семеро пожелали уйти из города, остальные присягнули русскому царю. После этого войско почти месяц простояла под Полоцком, ожидая подвоза припасов, что вызвало конфликт Шереметева с третьим воеводой Кондыревым, который настаивал на активизации боевых действия. За время ожидания русский отряд нанес поражение литовской шляхте на р. Суше, а в середине июля были захвачены Дисна (капитулировала) и Друя (взята штурмом и сожжена). Затем отряд под командованием Ждана Кондырева (6 дворянских сотен) 3 июля (23 июня) захватил острог Глубокое пленив почти весь гарнизон, после чего сжёг острог.
В это время второй воевода Семен Стрешнев 3 (13) августа со второй попытки взял Озерище, гарнизон которого под командованием Станкевича капитулировал после непродолжительной осады. После Озерища воевода направился к Усвяту, который осадил 16(26) августа. Уже 26 августа (5 сентября) город капитулировал.
14 (24) августа Войско Шереметева осадило Витебск, где встретило серьёзное сопротивление гарнизона. Первая атака 18 (28) августа была отбита гарнизоном после чего царь приказал воздержаться от продолжения штурмов во избежание больших потерь. Первоначальная численность Войска составляла лишь 4 200 пехоты, к которым входе осады добавились 1 000 украинских казаков под командованием Василия Золотаренко и два солдатских полка из Смоленского войска. Лишь после двух с лишним месяцев осады было решено предпринять новый штурм, 17 (27) ноября, в ходе которого были захвачены часть укреплений города. После этого гарнизон был вынужден капитулировать 22 ноября (1 декабря).
Во время осады Витебска формирования русского войска дважды совершали рейды в район Вильно. В начале сентября отряд украинских казаков (500 чел.) предпринял набег на Оршанский уезд и в бою рассеял отряд местной шляхты. В середине сентября под Вильно ходил сводный отряд (1 000 чел.) во главе с Кондыревым и Золотаренко. В конце сентября 7 дворянских сотен и 500 казаков под командованием Матвея Шереметева отражали нападение литовского отряда Корфа на Дисну. 22 ноября (1 декабря) полк Стрешнева взял после осады Сурож.

### Кампания 1655 г.
После завершения похода большая часть Полка вернулась в Россию. В Витебске с частью сил остался Матвей Шереметев, задачей которых была защита занятых территорий и препятствование мятежам местного населения. Действия сил в декабре 1654 — марте 1655 гг. прикрывали войска размещённые в Великих Луках.
В кампании 1655 года передовой базой полка стал Полоцк. Осенью 1655 года Новгородский полк под командованием князей Семёна Урусова и Юрия Барятинского принимал участие в походе на Брест, завершившийся сражениями под Брестом и Верховичами. В первом бою полк потерпел поражение, большие потери понесли солдатские полки. Во втором удалось нанести поражение литовским войскам Я. Сапеги. После похода дворяне, входившие в состав полка, подали коллективную жалобу на воеводу Урусова. По итогам расследования последний был снят с командования и осуждён (впоследствии возвращен на службу).

### Кампания 1656 г.

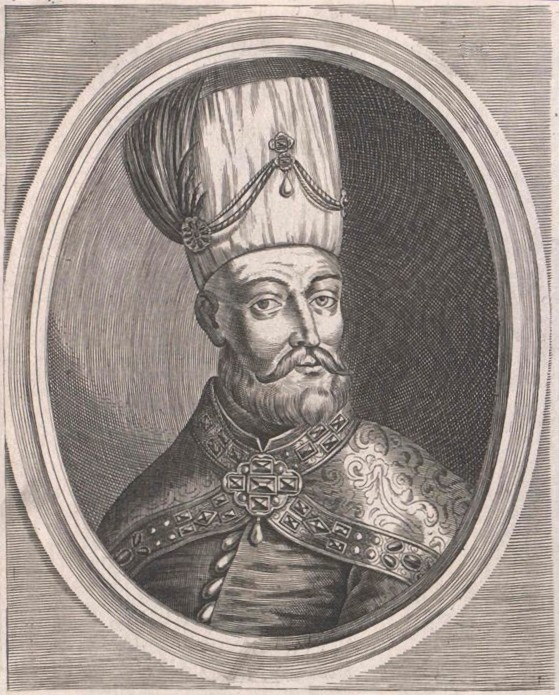
Воевода Новгородского разрядного полка с 1657 года князь Иван Андреевич Хованский.

В начале русско-шведской войны Новгородский полк вновь получил самостоятельную задачу на вспомогательном направлении. Он стал ядром войска князя Алексея Трубецкого в походе на Юрьев-Ливонский. В результате почти трехмесячной осады, крепость была взята, что стало крупнейшим успехом русских войск в войне. Во время похода были также захвачены крепости Нейгаузен, Кастер и Ацель, а также произошёл бой со шведским отрядом на реке Гафа.

### Кампания 1657-58 гг.
Летом 1657 года часть Новгородского полка (около 2 700 чел.) во главе с Матвеем Шереметевым выступил в Ливонию для поддержки Лифлянского полка. 9 июня 1657 г. в бою под Валком полк потерпел поражение от шведского корпуса генерала фон Левена, потеряв своего командира. Гибель Матвея Шереметева вызвало расследование действий служилых людей полка специально назначенной комиссией, но в период её работы Новгородский полк во главе с новым командиром князем Иваном Хованским нанёс крупное поражение войску генерал-губернатора Ливонии графа Магнуса Делагарди в сражении под Гдовом 16 сентября 1657 года.
Эта победа сорвала контрнаступление шведских войск. Развивая успех, русские войска заняли крепость Нейсшлосс (Сыренск).

### Кампания 1659—60 годы
В конце 1658 года было заключено Валиесарское перемирие со Швецией. Одной из главных причин заключения выгодного перемирия стали действия Новгородского полка. Но уже в начале 1659 года полк был срочно переброшен в район Полоцка в связи с обострением обстановки в Белоруссии. Мятеж запорожских казаков Ивана Нечая и возобновление боевых действий (Битва под Верками) вызвали восстание литовской шляхты. Большая часть Новгородского полка была отпущена на зиму в Россию поэтому воевода Иван Хованский имел в распоряжении только около 2 000 человек конницы. Крупнейшим успехом полка в зимней кампании стала победа в бою у Мядзел, где Новгородский полк разбил втрое превышавший по численности отряд литовской шляхты. Эта победа обеспечила контроль русских войск над северо-восточными района Великого княжества Литовского.
Большую часть 1659 года Новгородский полк располагался в районе Полоцка, готовясь к походу и прикрывая действия русских войск воеводы князя Ивана Лобанова-Ростовского против мятежных казаков в Поднепровье. В конце 1659 года окончательно обозначился провал попыток заключения перемирия с Речью Посполитой и правительство царя Алексея Михайловича приняло решение принудить противника к миру силой.
«Литовский» поход Новгородского полка начался в октябре 1659 года. Уже в начале ноября полк находился в районе Вильно, очистив от мятежной шляхты окрестности столицы Великого княжества Литовского. В ходе первых недель похода полк дважды нанёс поражения отдельным шляхетским отрядами (у с. Мыто в районе Лиды, у села Крынки). 8 (18) декабря внезапным штурмом был захвачен Гродно. После этого полк развернулся на юго-запад и повёл широким фронтом наступление через Новогрудское и Брестское воеводства в сторону Польши. 29 декабря 1659 года (8 января 1660 года) декабря передовые отряды достигли Бреста, а уже 13 января 1660 года внезапным штурмом захватили крепость полностью. Отдельные отряды полка достигали в январе окраин Варшавы.
К февралю 1660 силы полка оказались сильно разбросанными по территории Западной Белоруссии и ослаблены потерями и отсылкой части войск в гарнизоны и в сопровождение пленных и добычи. Путь в Польшу был перекрыт польской дивизией С. Чарнецкого и литовской дивизией правого крыла А. Полубинского. Сил Новгородского разрядного полка пока хватало лишь на сдерживание противника, а не для продолжения наступления. 15 (25) января 1660 года в бою у с. Мальчи передовой отряд полка под командованием П. И. Хованского разбил передовой отряд дивизии Чарнецкого под командованием М. Обуховича, пленив командира.
Успехи Новгородского полка привлекли и сделали Белоруссию ареной решающих сражений кампании 1660 года. Польско-литовское командование спешно готовило войска для контрнаступления. В свою очередь русское командование решило усилить войско Хованского и попытаться продолжить его наступление на Варшаву. Полк был оставлен в Западной Белоруссии, к Хованскому были направлены подкрепления — в апреле три московских стрелецких приказа (2000 чел.), в мае — полк С. А. Змеева (2400 чел.), в пути находились полк С. И. Хованского (3000 чел.) и два полка казаков В. Золотаренко (5000 чел.)
В ожидании подкреплений, Хованский укрепил гарнизоны наиболее крупных крепостей (Брест, Гродно, Минск, Новогрудок) а сам, с главными силами полка, приступил к осаде одной из немногих удерживаемых литовских крепостей — Ляховичей. Осада крепости продолжалась с марта по июнь 1660 года и, несмотря на два предпринятых штурма, завершилась неудачей.
В конце июня воевода получил известие о начавшемся наступлении объединённых польско-литовских сил. Решив упредить соединение польской и литовской дивизий он выступил с основными силами своего полка (до 9000 чел.) навстречу успевшим объединится дивизиям противника (до 12 000 чел.) и атаковал их на реке Полонке. В произошедшем сражении полк потерпел тяжёлое поражение, потеряв до 1500 убитыми и до 700 чел. пленными.
Ещё большие потери полк понес при отступлении от Ляховичей и Несвижа через Вильно к Полоцку. 1 июля на смотре в Полоцке объявилось только 2333 чел. конницы и 1144 пехоты. Несмотря на то, что многие воины вернулись в ряды полка позднее (в том числе и в составе вышедших из крепостей гарнизонов), потери Новгородского полка были чрезвычайно велики и казалось должны были на время исключить его из числа активных участников боевых действий.
Однако Хованский предпринял энергичные меры по восстановлению боеспособности полка. В том числе уже в сентябре 1660 года было предпринято формирование гусарских рот, которые позже были развернуты в полк.
В сентябре — октябре развернулись затяжные бои на реке Басе между русскими отрядами Юрия Долгорукова и польской армией, под руководством великого гетмана Сапеги и Стефана Чарнецкого.
3 октября, князь Хованский получил от царя Алексея Михайловича указ выступить с Новгородским полком против Речи Посполитой «куды лутчи и пристойнее тотчас без всякого мотчанья». С частично восстановленными силами Хованский вынужден был выступить в поход.
Объединённые силы Речи Посполитой решили оставить пределы Баси, чтобы разбить новгородский полк, который двигался на помощь Долгорукову. Долгоруков не имел указания от царя их преследовать и остался в ожидании подкреплений. Эти события привели в конце 1660 года к новой серии боев новгородского полка, протекавших с переменным успехом.

### Кампания 1661 г.
В феврале 1661 года в битве под Друей новгородский полк победил войско Речи Посполитой под командованием Лисовского. Несмотря на тактическую победу, Хованский после битвы отошёл в Великие Луки в ожидании подкрепления.
2 июня 1661 года в Ворочане к войскам Хованского присоединился полк стольника князя Юрия Ивановича Шаховского. В начале октября в Полоцке, с войсками Хованского соединился Лифляндский полк А. Л. Ордина-Нащокина. Русская армия выступила в Литву и 6 октября 1661 года у села Кушликовы горы в 10 верстах от Дисны встретила примерно равную по численности литовскую армию маршалка Казимежа Жеромского.
Длительные столкновения продолжались до 22 октября, после чего на помощь Жеромскому подошли войска Стефана Чарнецкого. В ночь с 24 на 25 октября Хованский предпринял попытку скрытно отвести свою армию, но после внезапного столкновения с пехотой и кавалерией Чарнецкого вынужден был принять бой с имеющими подавляющее превосходство войсками Речи Посполитой. После упорного боя 25 октября польско-литовской армии удалось сломить сопротивление русских. Первым начал отступать полк Ордин-Нащокина, а следом и полк Хованского. Ряд полков был рассеян. Хованский во главе конницы, отбиваясь от преследующего противника, отступил к Полоцку.

### Кампании 1662-67 гг.
В 1664 году новгородский полк предпринял активные действия в Литве с целью не дать армии гетмана Михаила Паца выступить на соединение с королём Яном II Казимиром в его походе на Левобережную Украину. После ряда побед полк потерпел поражение от главных сил гетмана Паца под Витебском, выполнив тем не менее основную задачу — оттянуть на себя армию Паца. Поражение под Витебском привело однако к смене командования полком.
После возвращения в 1665 г. к командованию полком князя Хованского полк одержал победы над войсками Речи Посполитой в битве на реке Двина в августе 1665 г. и в Борисоглебском сражении в марте 1666 г.
По итогам смотра Новгородского разрядного полка сентября-октября 1665 года в ходе русско-польской войны из числа дворян и детей боярских погибло 582, умерло 198, пропали без вести и попали в плен 82 человека).

## Новгородский разрядный полк в 1670-90-х гг
Весной 1679 года в ходе русско-турецкой войны, в связи с ожидавшимся большим вторжением турецко-татарских войск, на южных рубежах страны была собрана большая часть русских войск, в том числе и Новгородский разрядный полк под командованием кн. И. А. Хованского. Однако боевые действия ограничились стычками с татарскими отрядами.
В 1687 и 1689 гг. полк принимал участи в Крымских походах. В 1689 году его возглавлял боярин и воевода А. С. Шеин, вторым воеводой был стольник кн. Ю. Ф. Барятинский. Численность полка с приданными соединениями составляла около 16 000 человек.

## Состав полка
В состав Новгородского полка входили служилые люди Новгородского разряда образовывая соединение — разрядный («боярский», «генеральский») полк. Управление Новгородским разрядным полком осуществлял разрядный воевода — боярин или окольничий. Новгородский воеводский полк состоял из нескольких полков по родам оружия (службы): солдат, рейтар, драгун, стрельцов, городовых казаков, поместной конницы (сотенная служба), снаряда и так далее, который возглавлялся воеводой с «товарищами».
Полки по родам оружия возглавляли начальные люди — воеводы.
В псковских летописях XV—XVI веков упоминается формирование (войско) — Кованая рать. В Энциклопедическом словаре Брокгауза и Ефрона указано что судя по иностранным известиям, это были лучшие конные полки (конница) московского войска, составлявшиеся из воинов Новгородской и Псковской областях (краёв).

### Конница
Первоначально конница Новгородского разрядного полка состояла из трёх категорий служилых людей:
- Дворяне и дети боярские сотенной службы, которые принадлежали к 10 служилым городам: Бежецкой пятины, Водской пятины, Обонежской пятины, Деревской пятины, Шелонской пятины, Пскова, Великих Лук, Торопца, Невля, Ржевы Пустой.
- Вольные казаки сомерской (сумерской) и копорский станиц
- Городовые казаки — луцкие, новгородские, псковские, ладожские

В этом составе конница приняла участие в кампаниях 1654-55 гг. В 1656 г.. дворянскую конницу пополнили представители ещё трех служилых городов — Твери, Старицы и Торжка, а к категории городовых казаков добавились невельские казаки.

### Пехота
Пехота Новгородского разрядного полк на протяжении всей своей истории включала в себя два основных элемента:
- Городовые стрельцы
- Пехота нового строя (драгуны и солдаты)

Первые солдатские и драгунские полки относились к числу «поселенных» полков и комплектовались крестьянами Заонежских погостов Новгородского уезда (впоследствии — Олонецкого уезда) и Сомерской волости Псковского уезда. Их формирование началось в 1649 году, а уже в 1650 г. заонежские солдаты приняли участие в походе против восставшего Пскова. В «поселенные» солдаты записывалось все мужское население области, на службу они должны были выступать по половинам. Организационно они входили в состав полков, делившихся на роты. С 1654 года в полках начали формироваться драгунские роты, затем в 1656 году переформированные в отдельный драгунский полк.
Количество солдатских и драгунских полков (два заонежских и один сомерский) изначально насчитывало три, в 1655 году во Пскове был сформирован четвёртый полк заонежских солдат. Состав и структура полков могла изменяться в различных кампаниях. Необходимость в пехоте и постепенное исчерпание людских ресурсов Олонецкого уезда и Сомерской области привели к тому, что в солдаты стали прибираться крестьяне других районов Псковского и Новгородского уездов.
К концу войны численность полков пехоты Новгородского разряда достигла своего максимума — 3 драгунских и 3 солдатских полка. После окончания русско-польской войны 1654-67 гг. количество полков было сокращено до 3-4 и все они были переведены в солдатский строй.

## Численность полка
1654 год. В начале русско-польской войны 1654-67 гг. в состав полка по наряду входили следующие категории служилых людей:
- Дворяне и дети боярские сотенной службы — 3 063 чел.
- Городовых казаков — 883 чел (луцкие, новгородские, псковские, ладожские)
- Солдат — 8 700 чел.

Помимо указанных выше категорий в походе 1654 года дополнительно принимало участие 500 астраханских татар временно прикомандированных в полк. Напротив стрельцы север-западных городов в походе участия не приняли, прикрывая тылы группировки и действуя самостоятельными соединениями в польской Ливонии (Инфлянтах).
Разрядный полк делился на три воеводских полка разной численности:
- Полк Василия Шереметева — 11 638 чел.
- Полк Степана Стрешнева — 850 чел.
- Полк Ждана Кондырева — 658 чел.

Реальная численность выступивших в поход была меньшей — около 11 000 чел..
1656 год. В начале русско-шведской войны большая часть Новгородского полка действовала в составе войска князя Алексея Трубецкого в походе на Юрьев. Состав войск остался примерно тем же:
- Дворяне и дети боярские сотенной службы — 3 013 чел.
- Городовых казаков — 658 чел
- Стрельцы — 7 107 чел. (псковский приказ С. Вельяшева, новгородский приказ П. Путилова)
- Драгуны — 1 200 чел. (полк А.Гамолтона)
- Солдаты — 2 470 чел. (полки Т.Краферта, Т.Геза, В. Росформа)
- Новокрещены — 102 чел.

Помимо традиционных для разрядного полка войск, учитывая важность похода в войско были направлены: 175 московских чинов, рейтарский полк полковника Дениса Фонвизина, приказ московских стрельцов С. Коковинского и более 600 темниковских татар. С другой стороны часть войск разрядного полка действовала на иных направлениях, в том числе целиком солдатский полк В. Кормихеля и части других соединений.
На этот раз полк был разделен на 4 воеводских полка:
- Полк князя Алексея Трубецкого — 5 900 чел.
- Полк князя Юрия Долгорукого — 2 900 чел.
- Полк князя Семёна Пожарского — 1 000 чел.
- Полк князя Семёна Львова — 654 чел.[11]

1659 год. В поход 1659-60 гг. Новгородский полк выступил в следующем составе:
- Дворяне и дети боярские сотенной службы — около 1 300 чел.
- Рейтары — 2 800 чел. в 3 полках (Д. Фонвизина, Т. Бойта и М. Реда)
- Городовые казаки — около 500 чел.
- Стрельцы — около 1 500 чел. в 4 приказах (Псковские Г. Линева и П. Пивова, Новгородские М. Волкова и С. Охлебаева).
- Солдаты и драгуны — 2 338 чел. в 4 полках (Заонежский солдатский А. Гамолтона, Сомерский солдатский Е. Росформа, Заонежский драгунский А. Форота, Псковский И. Гулица).
- Присяжная шляхта — около 1 000 чел.[7].

1661 год После завершения кампании 1661 года на смотре в Великом Новгороде полк (более 9700 чел.) был представлен следующими соединениями:
- Московские чины — 127 чел.
- Дворяне и дети боярские сотенной службы — 956 чел.
- Гусар — 405 чел. (полк М. Караулова)
- Рейтар в 4-х полках:
  - Полк Я. Одоврина (1-й Новгородский) — 578 чел.
  - Полк Г. Фаншейна (2-й Новгородский) — 576 чел.
  - Полк А. Нащокина (Псковский) — 491 чел.
  - Полк П. Фрелиха (Луцкий) — 564 чел.
- Казаков — 426 чел. (опочецкие, донские, морские, копорские)
- Присяжной шляхты — 369 чел.
- Драгун полка А. Росформа (Сомерский) — 493 чел.
- Городовых стрельцов в 3-х приказах:
  - Новгородцких приказа Б. Апрелева — 453 чел.
  - Псковских приказа Ф. Кустова — 386 чел.
  - Псковских приказа Г. Вельяшева — 439 чел.
- Солдат в 7 полках (из них два временно приданых)
  - Полк Х. Любенова — 584 чел.
  - Полк Ф. Ванблументроста — 330 чел.
  - Полк Я. Трейдена — 538 чел.
  - Полк Ю. Грабова — 434 чел.
  - Полк Т. Гейса — 321 чел.
  - Полк В. Росформа — 475 чел.
  - Полк И. Кемена — 810 чел.[12]

1665 год. В конце русско-польской войны в состав полка, на псковском смотре 1665 года, входили следующие категории служилых людей (всего около 13 200 чел.)
- Московских чинов — 227 чел.
- Дворяне и дети боярские — 2 688 чел. (начальных людей, сотенного, рейтарского, драгунского строя)
- Новокрещен и татар — 140 чел.
- Казаков — 1 427 чел. (луцкие, новгородские, псковские, ладожские, копорские, морские, донские, опочецкие)
- Даточных людей — 415 чел.
- Драгун — 1 284 чел. (сомерские и олонецкие)
- Стрельцов — 5 304 чел.
- Солдаты — 1 360 чел.
- Осадных людей — 433 чел.

Организационно большинство служилых людей входили в состав Гусарского полка, 4 рейтарских полков (1-го Новгородского Я. Одоврина, 2-го Новгородского Г. Фанштейна, Псковского В. Кригеля, Луцкого П. Фрелиха), 2 драгунских полков (Сомерского А. Форота и Олонецкого Ю. Грабова), 3 солдатских полка (Новгородский И. Кемена, Псковский И. Гулица, Олонецкий Я. Трейдена).
1672 год. Осенью 1672 г. при подготовке к надвигающейся войне с Турцией за Правобережную Украину кн. И. А. Хованским был проведен новый разбор ратных людей Новгородского полка. По результатам смотра и верстания новиков, в полковой службе должны были нести службу 11,8-12 тыс. чел.:
- 170 русских начальных людей полков «нового строя» (дополнительно в полки было необходимо прислать дополнительно 6 полковников и 95 прочих офицеров)
- 5048 дворян и детей боярских и казаков (из них 1107 сотенных, 417 гусар, 388 копейщиков и 3053 рейтар)
- 2025 «боевых холопов»: 149 конных с огнестрельным оружием («з боем»), 315 конных без огнестрельного оружия и 1561 — пеших с холодным оружием («в кошу»)
- 2169 солдат «прежних выборов» (Псковский и Новгородский солдатские полки)
- 2500 городовых стрельцов (1500 из Пскова и пригородов, 500 из Новгорода и Твери, 500 — Торопец, Олонец и Старая Руса)

Дворцовые крестьяне Заонежских (олонецких) погостов после 1667 г. были по их просьбе освобождены от драгунской и солдатской службы, замененной денежными и натуральными податями. Для сомерских крестьян прежняя драгунская служба была заменена на выставление лошадей и подвод для обоза и артиллерии («велено быть у наряду и припасов Большого обозу»).
1679 год. Во время подготовки к отражению вторжения турецких войск после Чигиринских походов, выдвинутый на южный рубеж Новгородский полк включал в свой состав следующие части:
- Московских чинов — 80 чел.
- Дворян и детей боярских сотенной службы − 862 чел. из 17 «служилых городов» и 149 боевых холопов
- Начальных людей — 170 чел.
- Гусар — 417 чел. в 5 ротах
- Копейщиков — 388 чел. в 3 ротах
- Рейтар — 3 043 чел. в 3 полках (Новгородский, Псковский, Луцкий)
- Солдат — 3 168 чел. в 3 полках
- Стрельцов — 2 500 чел.

Всего — 10 698 чел.
1681 год. По росписи русского войска 1681 года Новгородский разрядный полк расквартированный в Великом Новгороде и Торопце выглядел следующим образом:
- Дворян и детей боярских сотенной службы — 1 436 чел.
- Копейщиков и рейтар
  - полк А. Траурнихта — 1 724 чел.
  - полк Х. Ригимана — 1 211 чел.
  - полк М. Челищева — 1 225 чел.
- Солдат
  - полк А. Росформа — 1 148 чел.
  - полк М. Гурика — 1 052 чел.
  - полк Я. Лувзена — 960 чел.
  - полк В. Ронорта — 1 044 чел.
- Стрельцов
  - приказ Б. Пыжова — 1 011 чел.
  - приказ В. Тяпкина — 1 011 чел.

В росписи указывалась штатная численность полков нового строя и стрелецких приказов и не упомянуты гусары.
1689 год. Во время второго крымского похода Новгородский разрядный полк был основой воеводской полка А. С. Шеина собиравшегося в Рыльске. в состав полка входили:
- Московских чинов — 79 чел.
- Дворян и детей боярских сотенной службы — 1 126 чел.
- Кормовщиков — 262 чел.
- Рейтар и копейщиков — 3 618 в 3-х полках (Новгородский А. Трауернихта, Псковский М. Зыкова, Великолуцкий В. Лескина)
- Гусар — 247 чел.
- Стрельцов — 1 669 чел. в 2-х приказах (Остафьева и Дурова)
- Солдат — 2 346 чел. в 3 полках (Новгородский М. Вестова, Псковский Ф. Зборовского, Великолуцкий Х. Кро)

Помимо них в воеводском полку временно числилось ещё 3 полка рейтар и копейщиков, смоленский стрелецкий приказ и 3 солдатских полка).

## Полковые воеводыполка
- 1650 г. — боярин кн. Иван Андреевич Хованский
- 1654 г. — боярин Василий Петрович Шереметев
- 1655 г. — боярин Василий Петрович Шереметев, затем — боярин кн. Семен Андреевич Урусов
- 1656 г. — боярин кн. Алексей Никитич Трубецкой
- 1657 г. — стольник кн. Матвей Васильевич Шереметев, затем боярин кн. Иван Андреевич Хованский
- 1659-61 г. — боярин кн. Иван Андреевич Хованский
- 1687-89 г. — боярин Алексей Семёнович Шеин

## Перечень походов и боевНовгородского полкав 1654-67 гг
- Поход Василия Шереметева в 1654 году:
  - Взятие Невеля (июнь 1654 г.)
  - Взятие Полоцка (июнь 1654 г.)
  - Взятие Дисны и Друи (июля 1654 г.)
  - Взятие Озерища и Усвята (август 1654 г.)
  - Взятие Витебска (1 декабря 1654 г.)
  - Взятие Сурожа (декабрь 1654 г.)
- «Брестский поход» князя Семёна Урусова в 1654 году:
  - Бой у Белых Песков (конец октября 1655 г.)
  - Бой у Бреста (11 ноября 1655 г.)
  - Бой у с. Верховичи (17 ноября 1655 г.)
- «Немецкий поход» князя Алексея Трубецкого 1656 года:
  - Взятие Нейгаузена (конец июля 1656 г.)
  - Бой на р. Гафа (17 августа 1656 г.)
  - Взятие Юрьева (октябрь 1656 г.)
- Бой под Валком (9 июня 1657 г.)
- Сражение под Гдовом (16 сентября 1657 г.)
- Бой у Мядзел (8 февраля 1659 г.)
- «Литовский поход» князя Ивана Хованского 1659—1660 годов:
  - Взятие Гродно (8 декабря 1659 г.)
  - Взятие Бреста (3 января 1660 г.)
  - Бой у с. Мальчи (15 января 1660 г.)
  - Осада Ляховичей и Несвижа (март-июнь 1660 г.)
  - Битва на Полонке (27 июня 1660 г.)
- Бой на р. Черея
- Бой у Толочина
- Битва под Друей (февраль 1661 г.)
- Битва у Кушликовых Гор (октябрь 1661 г.)
- Битва под Витебском (июнь 1664 г.)
- Битва на реке Двина (август 1665 г.)
- Борисоглебское сражение (март 1666 г.)

## Расформированиеполкав начале XVIII века
В начале Северной войны Новгородский разрядный полк принял участие почти во всех крупных операциях 1700—1704 годов. К этому времени жилых солдатских полков «нового строя» к концу XVII века не имелось. Дворяне и боярские дети (5,4 тыс.) были расписаны в выборные сотни, гусары, копейщики и рейтары.
Городовых стрельцов было 5,5 тыс. чел.: два «тысячных» стрелецких полка в Пскове (Данилы Загоскина и Юрия Вестова), два полка в Новгороде (московский «выписной» полк Дениса Рыддера, к осени 1700 года — Захария Вестова, и «тысячный» Мирона Баишева), в Гдове (200) и Ладоге (100).
Летом 1700 года сформировано два солдатских полка: Романа Брюса и Ивана Кулома.
Таким образом, «генеральство» (4-е) И. Ю. Трубецкого, принявшее участие в битве при Нарве (1700 году), составили:
- два солдатских полка (Р. Брюса и И. Кулома (1 711 чел.))
- два новгородских стрелецких полка (З. Вестова и М. Баишева)
- два псковских стрелецких полка (Ю. Вестова и В. Козодавлева) (в четырёх полках — 2 184 чел.)
- новгородские рейтары полковника Ивана Кокошкина (250 чел.)

Итого = 4145 чел.
После поражения при Нарве продолжилось переформирование войск разряда по единому общероссийскому образцу. Конница постепенно переводилась в драгунский строй. При разборах 1702-06 гг. в драгуны записывались все рейтары из числа казаков, а также малопоместные и беспоместные дворяне и дети боярские до 35 лет. Все они полностью переводились на государственное снабжение и зачислялись в состав драгунских полков. Обеспеченные дворяне продолжали нести сотенную и гусарскую службу, но постепенно численность их снижалась, так как все молодые дворяне записывались в драгунскую службу. К 1708 году на базе конницы Новгородского полка было создано четыре драгунских полка:
- Вятский драгунский (создан в 1702 г. из числа дворян Шелонской, Водской и Деревской пятин, Твери, Торжка, Старицы, а также новгородских казаков)
- Нижегородский драгунский (создан в 1701 г. из числа дворян Бежецкой и Обонежской пятин и копорских казаков)
- Луцкий драгунский (создан в 1705 г. из числа дворян Пскова, Ржевы Пустой, Ржевы Владимирской, Зубцова, Великих Лук и Торопца, а также казаков)
- Олонецкий драгунский полк (создан в 1707 г. из тех же категорий служилых людей что и Луцкий).

В итоге в начале XVIII века, в результате административных и военных реформ Петра I, разрядная военно-административная территориальная система была упразднена, также был упразднён и Новгородский боярский полк.